# Z1 Battle Royale
Z1 Battle Royale (poprzednio: H1Z1, H1Z1: King of the Kill) – wieloosobowa komputerowa gra survivalowa z trybem battle royale tworzona przez amerykańskie studio Daybreak Game Company. Gra powstała w wyniku podzielenia w lutym 2016 gry H1Z1 na dwa odrębne tytuły: H1Z1: Just Survive oraz H1Z1: King of the Kill. Gra opuściła fazę wczesnego dostępu 28 lutego 2018. 8 marca 2018 H1Z1 stało się grą free-to-play.

## Rozgrywka
Na początku rozgrywki postać gracza zostaje zrzucona na mapę na spadochronie. Po wylądowaniu, gracz próbuje znaleźć przedmioty ukryte w losowych miejscach na mapie, które mogą być pomocne w przetrwaniu. Jego głównym zadaniem jest wyeliminowanie innych uczestników oraz uciekanie przed zabójczym gazem, który stopniowo rozprzestrzenia się i ogranicza pole walki. W grze istnieje także możliwość rozgrywki drużynowej. Mecz wygrywa gracz lub drużyna, która jako jedyna na mapie pozostanie żywa.

## Rozwój
Pierwotnie gra została wydana na platformie Steam we wczesnym dostępie 15 stycznia 2015. W momencie wydania gra dotknięta była poważnymi problemami technicznymi. Gracze zgłaszali brak możliwości zalogowania się na ich konto lub wejścia na jakikolwiek aktywny serwer. Zgłaszano również problemy z płynnością gry, brak czatu głosowego oraz problemy ze sztuczną inteligencją. Kolejny bug, który sprawiał, że wszystkie serwery przestawały być dostępne, pojawił się w momencie wprowadzenia przez wydawcę gry poprawki rozwiązującej inne problemy. Pomimo niestabilnej premiery, John Smedley – dyrektor Daybreak Game Company ogłosił, że gra do marca 2015 sprzedała się w liczbie ponad miliona egzemplarzy.
W lutym 2016 Daybreak ogłosił, że gra, początkowo znana jako H1Z1, zostanie podzielona na dwa osobne projekty z osobnymi zespołami projektowymi: H1Z1: Just Survive oraz H1Z1: King of the Kill. W późniejszym czasie, ogłoszono wstrzymanie prac nad konsolowymi wersjami gry za rzecz skupienia się nad pracami przy wersją dla systemu Windows, która miała być wydana 20 września 2016. Tydzień przed planowaną premierą, producent wykonawczy gry oświadczył, że w związku z niedopracowaniem wielu funkcji gra pozostanie w trybie wczesnego dostępu do odwołania. Jako kompromis, 20 września gra otrzymała dużą aktualizację, która zawierała wiele elementów, które miały być dodane w pełnej jej wersji.
Od początku powstania nad trybem battle royale w grze H1Z1 pracował Brendan Greene, znany szerzej jako „Playerunknown”, który wcześniej tworzył modyfikacje wprowadzające battle royale do gier Arma 2 oraz Arma 3. Brak możliwości pełnej kontroli nad projektem H1Z1: King of the Kill skłonił go do odejścia z Daybreak i uruchomienia własnego projektu, PlayerUnknown’s Battlegrounds, stanowiącego obecnie silną konkurencję dla H1Z1.
W kwietniu 2017 turniej w H1Z1: King of the Kill, zatytułowany H1Z1: Fight for the Crown, transmitowany był na antenie amerykańskiej stacji The CW.
W następstwie zmiany nazwy gry H1Z1: Just Survive na Just Survive, 13 października 2017 tytuł battle royala zmieniono na H1Z1, usuwając podtytuł King of the Kill.
H1Z1 opuściło fazę wczesnego dostępu 28 lutego 2018. W pełnej wersji gry dodano nowy tryb, AutoRoyale, w którym gracze walczą ze sobą poruszając się wyłącznie pojazdami. 8 marca 2018, decyzją wydawcy gry, H1Z1 stało się grą free-to-play.

## Odbiór
Szczyt popularności gry to lipiec 2017, kiedy w H1Z1 grało przeciętnie 86 808 osób (szczytowo – 150 179 graczy). Ze względu na silną konkurencję (Fortnite Battle Royale i PlayerUnknown’s Battlegrounds) oraz kontrowersyjne zmiany w mechanice gry, od H1Z1 odeszła duża liczba graczy. Tylko w kwietniu 2018 gra straciła ich ponad 50%.